# Pineda de Gigüela
Pineda de Gigüela – gmina w Hiszpanii, w prowincji Cuenca, w Kastylii-La Mancha, o powierzchni 29,08 km². W 2011 roku gmina liczyła 75 mieszkańców.